# Маса (съзвездие)
Вижте пояснителната страница за други значения на Маса.
Маса е съзвездие в южния небесен полюс. В ясна нощ в него могат да се видят с просто око 15 звезди.